# Албина Пиндулуи
„Албина Пиндулуи“ (на румънски: Albina Pindului, в превод Пиндска пчела) е двумесечно списание за „литература, наука и изкуство“, посветено на проблемите на арумъните, издавано в Букурещ и в Крайова, Румъния.
Списанието излиза в периода 15 юни 1868 - 1 април 1870 г. в Букурещ, от 15 април до 1 юни 1875 г. - в Крайова, и през 1875-1876 година - отново в Букурещ. Редактор е Григоре Хараламб Грандя. В списанието се публикуват арумънски фолклорни произведения. В него пишат румънските интелектуалци Василе Урекя, Йон Хелиаде Радулеску, Димитрие Болинтиняну, Николае Денсушяну, Й. А. Лепидате, Александру Зане.